# Тулумбасы
Тулумбасы — посёлок в Берёзовском районе Пермского края. Входит в состав Асовского сельского поселения.

## Географическое положение
Расположен примерно в 12 км к юго-западу от административного центра поселения, села Асово. В посёлке находится железнодорожная станция Тулумбасы. Связан электропоездами с Пермью (3 пары электричек в день).

## Население
| 2010 |
| ---- |
| 109  |

## Улицы
- 8 Марта ул.
- Железнодорожная ул.
- Лесная ул.
- Лесхозная ул.
- Почтовая ул.

## Топографические карты
- Лист карты O-40-92 Кордон. Масштаб: 1 : 100 000. Состояние местности на 1980 год. Издание 1986 г.